# Лифшиц, Иосиф Давыдович
Ио́сиф Давы́дович Ли́фшиц (Ли́вшиц) (укр. Йосип Давидович Ліфшиць (Лівшиць); 8 марта 1914, Одесса, Херсонская губерния — 15 октября 1974, Киев) — советский футболист и тренер, мастер спорта СССР.

## Футбольная биография

### Карьера игрока
Коренной одессит, Иосиф Лифшиц футболом начал заниматься в юношеской команде родного города «Пищевик». В 1933 году перспективного игрока пригласили в одесское «Динамо». Начинал играть Иосиф на позиции левого полусреднего нападающего, позже сменил амплуа и выступал на месте центрального полузащитника. С переходом на игру по схеме «дубль-ве», стал играть на позиции центрального защитника. В 1934—1935 годах был игроком сборной Одессы.
Вскоре рослый, крепкий защитник, с сильным ударом, иногда игравший на грани фола, привлёк внимание тренеров киевского «Динамо», и уже весной 1936 года Лифшиц дебютировал в составе киевлян в стартовавшем первом клубном чемпионате СССР, который его новая команда завершила на втором месте. Иосиф принял участие только в двух поединках из шести, что было недостаточно для получения медалей. Но уже в третьем чемпионате 1937 года, защитник в составе своей команды стал бронзовым медалистом, а также обладателем Кубка УССР. В следующем году динамовцы Киева финишировали на 4 месте. По итогам сезона Лифшиц был включён в список «55 лучших футболистов сезона» под вторым номером. Был участником международных матчей киевского «Динамо» — в 1937 году выходил на поле в игре против сборной клубов Турции, а в 1937 году стал участником поединка динамовцев против сборной Басконии.
В период с 1936 по 1940 годы, Иосиф Лифшиц был также игроком сборной Киева, а в 1935—1939 годах выступал в составе сборной УССР.
В 1941 году футболист возвращается в Одессу, став футболистом местного «Спартака», за который успел сыграть 7 игр. Вскоре чемпионат был прерван началом Великой Отечественной войны. Лифшиц был эвакуирован в Казахстан, где с 1942 по 1944 годы был игроком команды «Динамо» (Алма-Ата). В 1945 году вернулся в Киев, принимал участие в возрождении послевоенного «Динамо». Сезон 1946 года провёл в молодёжной команде киевских динамовцев.

### Карьера тренера
Тренерскую карьеру Иосиф Давыдович начинал в киевской команде «Машиностроитель», позже сменившей название на «Зенит». В начале 1950-х годов, коллектив возглавляемый Лифшицем был одним из сильнейших в столице Украинской ССР, становился победителем чемпионата Киева и Кубка УССР, именно здесь начинал свою карьеру будущий бомбардир и капитан киевского «Динамо» Виктор Каневский.
В апреле 1957 года Лифшиц возглавил полтавский «Колхозник». В том же году полтавская команда приняла участие в третьих Международных играх сельской молодёжи, проходивших в Польше. Футбольный турнир подопечные Иосифа Лифшица провели уверенно, в итоге став его победителями. Неплохо складывалась игра для полтавчан и в чемпионате СССР. Сезон 1958 года, команда, выступавшая во второй зоне класса «Б», начала с ряда побед, что позволило «Колхознику» стать лидером в турнирной таблице, но к экватору соревнований коллектив пришёл, занимая 3 место. Второй круг полтавчане провели нестабильно и в итоге финишировали на седьмом месте, что на то время являлось лучшим результатом в истории клуба. По окончании сезона тренер покинул полтавскую команду, возвратившись в Киев, где снова работал тренером заводской команды «Арсенал». В 1960 году непродолжительное время возглавлял «Авангард» из Черновцов, после чего со следующего сезона принял черниговскую «Десну». Под его руководством состоялась первая международная встреча черниговской команды, в которой «Десна» играла со шведским клубом «Хаммарбю», завершившаяся боевой ничьей 1:1
Следующей командой в карьере тренера стал винницкий «Локомотив». В 1963 году Лифшиц за заслуги в тренерской работе был награждён Грамотой Совета тренеров ДСО профсоюзов. В сезонах 1965—1966 годов Иосиф Давыдович работал помощником Анатолия Зубрицкого в днепропетровском «Днепре», после чего возглавлял команды из Кировограда и Кременчуга, а в 1969 году был старшим тренером «Авангарда» (Жёлтые Воды). В 1970—1971 годах работал на должности начальника команды в северодонецком «Химике», в августе 1972 года возглавил житомирский «Автомобилист», который тренировал до конца сезона. Последним коллективом в карьере наставника стало хмельницкое «Динамо», где он работал на должностях старшего тренера и начальника команды.
Умер Иосиф Давыдович Лифшиц 15 октября 1974 года в Киеве. Похоронен на кладбище «Берковцы».

## Достижения

### Игрока
- Бронзовый призёр чемпионата СССР: 1937
- Обладатель Кубка Украинской ССР: 1937, 1938
- В списках «55 лучших» в СССР: (№ 2 — 1938)

### Тренера
- Победитель Международных игр сельской молодёжи: 1957
- Чемпион Украинской ССР: 1954
- Обладатель Кубка Украинской ССР: 1954, 1955
- Чемпион Киева: 1953, 1954